# Ribes thacherianum
Ribes thacherianum là một loài thực vật có hoa trong họ Grossulariaceae. Loài này được (Jeps.) Munz miêu tả khoa học đầu tiên năm 1958.